# Blutbahnen
Blutbahnen ist das sechste Album der Thüringer Dark-Metal-Band Eisregen. Es erreichte am 11. Mai 2007 Platz 32 der deutschen Albumcharts und stellt das bisher erfolgreichste Album der Band dar.

## Entstehungsgeschichte
Nachdem es längere Zeit sehr schlecht für die Zukunft der Band ausgesehen hatte, konnten Eisregen 2006 ihren Vertrag mit Massacre Records um vier Alben verlängern. Im Februar 2007 folgte die Indizierung von Wundwasser. Blutbahnen erschien trotzdem pünktlich am 27. April 2007.
Eisregen engagierten für die Studioaufnahmen von Blutbahnen eine Sessionmusikerin mit dem Pseudonym „Frau N. Feind“, welche die Geigenparts einspielte, da Theresa die Band verlassen hatte. Die Geigenparts auf diesem Album wurden jedoch spärlicher eingesetzt als auf den vorhergehenden Alben. Dafür wurden die Keyboard-Passagen ausgedehnt.
Im Booklet wurden – wie bereits auf der Hexenhaus-MCD – nicht alle Texte abgedruckt. Bei „Eisenkreuzkrieger“, „Frischtot“, „Schlachthausblues“ und „Zurück in die Kolonie“ finden sich nur kurze Auszüge daraus, um einer eventuellen Indizierung des Albums vorzubeugen.
Das Album wurde von der Fangemeinde mit gemischter Meinung aufgenommen, da die musikalische und gesangliche Veränderung und Entwicklung der Band nun deutlich spürbar ist, die auf dem Vorgänger-Album Wundwasser und der Hexenhaus-Single sich bereits bemerkbar machte. Vor allem die Stellen mit klarem Gesang haben auf Blutbahnen zugenommen.
Ursprünglich sollte das sechste Album den Namen „Menschenmaterial“ tragen, was auch im Booklet von Wundwasser und Hexenhaus angekündigt wurde und das Ende der Band darstellen sollte. Jedoch entschied man sich dafür, erst noch ein Album namens Blutbahnen zu machen, nachdem die Band wieder Lust an der Musik gefunden hatte. Im Booklet der CD befindet sich die Ankündigung, dass die nächste CD den Namen Knochenkult tragen wird, das im Jahr darauf erschien. Damit war Menschenmaterial obsolet geworden.

## Titelliste
1. Auftakt: Eine kleine Schlachtmusik – 1:37
2. Eisenkreuzkrieger – 4:20
3. Im Dornenwall – 4:36
4. Ein Hauch von Räude – 5:54
5. 17 Kerzen am Dom – 6:27
6. Blutbahnen – 5:24
7. Alphawolf – 4:28
8. Frischtot – 4:17
9. Schlachthaus-Blues – 6:21
10. Zurück in die Kolonie – 6:11
11. Schneuz den Kasper! – 5:31

### Auftakt: Eine kleine Schlachtmusik
Es handelt sich dabei um das erste Lied der Gruppe, das rein aus Instrumentalmusik besteht. Das Lied geht nahezu nahtlos in das Lied „Eisenkreuzkrieger“ über.
Der Titel ist an Mozarts Kleine Nachtmusik angelehnt.

### Eisenkreuzkrieger
Das Lied spielt an der deutschen Ostfront zur Zeit des Zweiten Weltkriegs. Der Protagonist, ein deutscher Soldat, aus dessen Sicht der Text des Liedes geschrieben ist, hat es zusammen mit seinem Kameraden Franz geschafft, das nächtliche Sperrfeuer als einzige der Kompanie zu überleben („Wir sind die Letzten von 112“). Die Kälte in Russland ist nahezu unerträglich, nur noch die Hoffnung, zu seiner Frau und Kindern zurückzukehren, hält ihn am Leben. Schließlich wärmt er sich nachts an seinem Kameraden, schneidet diesem schließlich im Wahn die Kehle durch und verspeist das Fleisch des Toten. Am nächsten Morgen wird er von einem Russen gefunden, der ihn mit einem Kopfschuss tötet.
Im Dezember 2007 wurde zu dem Lied ein T-Shirt herausgegeben, auf dessen Rückseite der Satz „Franz war nun mein Proviant“ zusammen mit einem Eisernen Kreuz aufgedruckt wurde. Die Vorderseite zeigte einen Soldaten in einer Schneelandschaft.

### Im Dornenwall
Das Lied, welches mit der metaphorischen Darstellung des Dornenwalls von der menschlichen Vergänglichkeit und der Frage nach dem Sinn des Lebens eines Menschen voller Leid handelt, wurde von Roth kurz nach der Beerdigung seines Vaters geschrieben.

### 17 Kerzen am Dom
„17 Kerzen am Dom“ ist das erste Lied der Band, welches eine reale Begebenheit wahrheitsgemäß wiederzugeben versucht. Hierbei bezieht man sich auf den Amoklauf von Erfurt und bezieht klar Stellung gegen die Tat. Die Stellungnahme der Band durch den Sänger Michael Roth dazu lautete:

„Ganz klar gesagt: ich halte die Geschehnisse für die Taten eines Psychopathen. Der Text selbst ist anhand der Polizeiberichte recherchiert, die abschließende Wertung meinerseits in den letzten Strophen und im Refrain macht deutlich, dass ich Amokläufe dieser Art eindeutig verurteile. Die Gewalt in unseren Stücken ist fiktiv und dient ausschließlich der – wie auch immer gearteten – Unterhaltung der Musiker bzw. der Fans. Die Gewalt am Gutenberg-Gymnasium war real, verabscheuungswürdig und sollte nicht in Vergessenheit geraten.“

### Zurück in die Kolonie
Bei der Bekanntgabe der Titelliste, die vor dem Erscheinen schon bekannt gegeben wurden, diente das Lied als Werbung, da es die Fortsetzung des namengebenden Liedes auf dem indizierten und unter Verbreitungsverbot stehendem Album Krebskolonie darstellt. Der Protagonist, der damals sich am Ende dort die tödliche Kugel selbst gab, ist körperlich tot, jedoch hat das Virus seinen Verstand ebenso mutieren lassen, sodass ihm das Sterben nicht möglich ist. Der Tod macht ihn schließlich zu seinem Handwerkszeug und schickt ihn in die Krebskolonie zurück, wo er einen krebsresistenten Körper zu seinem eigenen macht. Mit einem Heer Krebskranker zieht er schließlich umher, um auch noch die letzten Negativen zu töten. Nach 12 Jahren ist die Menschheit nicht mehr am Leben und der Protagonist knüpft sich die letzte Schlinge, die seinen Nacken brechen wird.

## Eine Erhalten
Kurz nach der Veröffentlichung des Albums erschien eine Single namens „Eine Erhalten“, auf denen neben dem titelgebenden Lied auch die Titel „Schlachthaus-Blues“, „Alphawolf“, „Blutbahnen“ und „Schneuz den Kasper“ in alternativen Gesangsversion vorhanden waren. Aussagen der Band nach hieß es, dass sich die Fans, denen auf Blutbahnen zu viel klarer Gesang ist, sich ein individuelles Blutbahnen-Album zusammenstellen können. Auf der limitierten Edition davon war auch ein Poster der Band vorhanden, welches jedoch auch im Klangkreis Thüringen käuflich erwerbbar war.
Die Auskopplung eines Liedes als Single im Voraus gab es jedoch – wie bei den meisten Bands üblich – nicht.

## Aufmachung
Aufgrund von Kontaktschwierigkeiten mit Massacre Records entstanden einige Fehler in der optischen Gestaltung des Albums. So fehlt der Titelliste auf der Rückseite das Intro „Auftakt: Eine kleine Schlachtmusik“ und die Anzahl der Lieder schrumpft dort von eigentlich elf auf zehn. Auch werden die Liedtitel auf der Rückseite nicht immer richtig angegeben, so steht z. B. statt „Im Dornenwall“ nur „Dornenwall“ und statt „Ein Hauch von Räude“ nur „Hauch von Räude“. Im Booklet selbst sind zudem Farbanpassungsfehler zu erkennen und oftmals ist die Schrift aufgrund des ähnlichen Hintergrundes kaum zu lesen. Es wurden keine Bilder aus Splatterfilmen oder extra in Auftrag gegebene Artworks verwendet, wie man es noch bis zum Album Wundwasser gewöhnt war. Die verwendeten Bilder wurden diesmal alle von Michael Roth selbst erstellt. Die verwendete Schrift besteht aus einer gebrochenen Schrift, die 1:1 von der Antiqua aus übertragen wurde. Die typische Schrift der Band, die Yantit entwarf, ist nur noch im Logo zu finden.
Die 2022 von Massacre Records herausgegebene Neuauflage des Albums zeigt ein alternatives Cover: Dort befindet sich nun auf weißem Hintergrund ein blutverschmierter Standmixer, in dem sich abgetrennte Körperteile befinden. Das traditionelle Eisregen-Logo wurde beibehalten.

## Indizierungsantrag
Am 8. Mai 2008 wurde das Album vom Zwölfergremium der Bundesprüfstelle für jugendgefährdende Medien aufgrund eines Indizierungsantrages der Polizeiinspektion Würzburg geprüft. Dabei sprach man sich jedoch mit einer Zwei-Drittel-Mehrheit gegen eine Indizierung des Werkes aus. Blutbahnen blieb damit weiterhin frei verkäuflich. Nach Aussage des Sängers Michael Roth waren bis auf „Im Dornenwall“ alle Lieder beanstandet worden, die Nichtindizierung bezeichnete er als „ein[en] Sieg für [die] Meinungsfreiheit und Kunst“.

## Rezeption
Auf terrorverlag.com bewertete „AZ“ das Album als sehr vielseitig ausgefallen: „'Blutbahnen' erweist sich dabei stilistisch als überaus vielschichtig, jeder Song ist irgendwie anders: Neben dem so charakteristischen 'Gesang' von M. Roth findet seine Stimme auch recht häufig in einer cleanen Version Einsatz. Den Hörer erwarten wieder grandiose Melodiebögen – allerdings auch Songs, die aus dem traditionellen EISREGEN-Schema irgendwie herauspurzeln.'“ Probleme hatte der Rezensent dabei mit den beiden Titeln Frischtot und Schlachthaus-Blues: „Was ich an EISREGEN immer so geliebt habe, ist die typische, traditionelle Kombination aus Melodie und M. Roths unverkennbarer, BM-lastiger Stimme. Die genannten beiden Kompositionen sind da stilistisch ganz anders, hört’s euch einfach selber mal an.“ Sein Fazit fiel dennoch positiv aus: „Insgesamt ein tolles, wenn auch an einigen Stellen etwas ambivalentes Album, das jetzt bereits wieder Lust auf den bereits anvisierten Nachfolger 'Knochenkult' macht.“
Vom Rock Hard erhielt Blutbahnen 8 von 10 Punkten: „Manchmal kann Erfolg so einfach sein: Michael Roth und seine Mannen schütteln gerade mal so die besten Songs ihrer musikalischen Laufbahn aus dem Ärmel. Und das, nachdem er mit Eisblut ja eine äußerst erfolgreiche Zweitkarriere gestartet hat.“
„SirG“ gab dem Album auf metal.de 6 von 10 Punkten. Das Werk „bietet wieder die gewohnt derben Texte mit morbidem Humor. Im Osten nichts Neues sozusagen.“ Negativ falle jedoch auf, dass die bisherige Geigerin nicht mehr Bestandteil der Gruppe ist: „Und doch hinterlässt der Weggang von Violonistin Theresa '2T' Trenks eine klaffende eiternde Wunde. Weder das Keyboard noch die Gitarre schaffen es, die Lücke auszufüllen. Die ehemals markant vordergründigen, teils verspielten Melodien fehlen der Platte fast gänzlich. Die Ersatzvioline versucht zwar einiges zu kitten, es gelingt ihr jedoch nur begrenzt.“ Insgesamt fiel ihm das Werk zu jedoch sperrig aus: „Was man dem Album auf jeden Fall attestieren muss, ist ihre Sperrigkeit. Sie geht schwer ins Ohr und wie es scheint braucht man ewig, um sie sich schönzuhören. Aus eigener Erfahrung würde ich von mindestens drei Wochen ausgehen. Liebe auf den ersten Hör ist es also nicht! Doch wenn die Songs erst mal sitzen, entwickelt sich auch hier eine Art Hörgenuss. Nach einiger Zeit kristalisieren sich auch die Ohrwürmer heraus.“ Daher riet er Nichtkennern der Gruppe von dem Album ab, für Fans sei es jedoch „auf jeden Fall eine Bereicherung“.
Auf stormbringer.at bekam das Album 2 von 5 Punkten und wurde als schwaches Album bewertet: „War schon der Vorgänger „Wundwasser“ ein Sammelsurium schwacher, kraftloser Songs im Sound-Für-Arme Kostüm so schaffen es die „Blutbahnen“ hier noch einen draufzusetzen…“ Zwar gäbe es, wie im Falle der Titel Alphawolf und Blutbahnen „einige qualitativ akzeptable Blutspritzer“, insgesamt wurde das Album jedoch zu sehr als Kalkül hinsichtlich des Verkaufs betrachtet: „Die Wildheit und bösartige Atmosphäre der „Krebskolonie“ ist einem berechnenden Kalkül gewichen – EISREGEN schaffen es anno 2007 nicht mehr zu provozieren; längst sind die Schlachtenbilder vergangener Tage zu einem alltäglichen Brot für die Band geworden die sich nun folgende Frage gefallen lassen muss: soll das wirklich schon alles gewesen sein?“